# Фарнезе, Рануччо (кардинал)
Рануччо Фарнезе (итал. Ranuccio Farnese, 11 августа 1530 — 29 октября 1565) — итальянский религиозный деятель, прелат, и кардинал.

## Биография
Родился в Валентано. В 12-летнем возрасте стал приором Сан-Джованни-деи-Форлани в Венеции, важного владения Мальтийского ордена. Сын Пьера Луиджи Фарнезе, незаконнорождённого сына папы Павла III, Фарнезе был сделан кардиналом в 15-летнем возрасте своим дедом-папой: он был прозван «кардиналино» («маленький кардинал») по причине небольшого возраста.
Был также администратором архидиоцеза Неаполя и управлял несколькими епархиями; дважды был титулярным латинским патриархом константинопольским, в 1546—1550 и 1554—1565 годах. Фарнезе был покровителем Федерико Коммандино, известного переводчика древнегреческих математических трудов.
Брат Фарнезе, Оттавио Фарнезе, был герцогом Пармы. Был похоронен в Латеранской базилике в Риме.